# Thiberville
Thiberville és un municipi francès situat al departament de l'Eure i a la regió de Normandia. L'any 2007 tenia 1.670 habitants.

## Demografia

### Població
El 2007 la població de fet de Thiberville era de 1.670 persones. Hi havia 764 famílies de les quals 260 eren unipersonals (60 homes vivint sols i 200 dones vivint soles), 260 parelles sense fills, 200 parelles amb fills i 44 famílies monoparentals amb fills.
La població ha evolucionat segons el següent gràfic:
Habitants censats

### Habitatges
El 2007 hi havia 875 habitatges, 767 eren l'habitatge principal de la família, 53 eren segones residències i 54 estaven desocupats. 715 eren cases i 150 eren apartaments. Dels 767 habitatges principals, 415 estaven ocupats pels seus propietaris, 333 estaven llogats i ocupats pels llogaters i 20 estaven cedits a títol gratuït; 13 tenien una cambra, 55 en tenien dues, 195 en tenien tres, 235 en tenien quatre i 270 en tenien cinc o més. 570 habitatges disposaven pel capbaix d'una plaça de pàrquing. A 370 habitatges hi havia un automòbil i a 267 n'hi havia dos o més.

### Piràmide de població
La piràmide de població per edats i sexe el 2009 era:
| Homes | Edats   | Dones |
| ----- | ------- | ----- |
| 0     | 95 o +  | 4     |
| 4     | 90 a 94 | 0     |
| 20    | 85 a 89 | 36    |
| 4     | 80 a 84 | 24    |
| 16    | 75 a 79 | 32    |
| 28    | 70 a 74 | 52    |
| 48    | 65 a 69 | 48    |
| 48    | 60 a 64 | 52    |
| 8     | 55 a 59 | 32    |
| 48    | 50 a 54 | 64    |
| 36    | 45 a 49 | 56    |
| 48    | 40 a 44 | 44    |
| 48    | 35 a 39 | 52    |
| 64    | 30 a 34 | 52    |
| 60    | 25 a 29 | 68    |
| 28    | 20 a 24 | 24    |
| 72    | 15 a 19 | 40    |
| 48    | 10 a 14 | 52    |
| 48    | 5 a 9   | 48    |
| 48    | 0 a 4   | 36    |

## Economia
El 2007 la població en edat de treballar era de 1.002 persones, 736 eren actives i 266 eren inactives. De les 736 persones actives 626 estaven ocupades (341 homes i 285 dones) i 110 estaven aturades (42 homes i 68 dones). De les 266 persones inactives 106 estaven jubilades, 61 estaven estudiant i 99 estaven classificades com a «altres inactius».

### Ingressos
El 2009 a Thiberville hi havia 805 unitats fiscals que integraven 1.769,5 persones, la mediana anual d'ingressos fiscals per persona era de 15.823 €.

### Activitats econòmiques
Dels 136 establiments que hi havia el 2007, 2 eren d'empreses extractives, 4 d'empreses alimentàries, 1 d'una empresa de fabricació de material elèctric, 7 d'empreses de fabricació d'altres productes industrials, 22 d'empreses de construcció, 31 d'empreses de comerç i reparació d'automòbils, 5 d'empreses de transport, 9 d'empreses d'hostatgeria i restauració, 4 d'empreses financeres, 8 d'empreses immobiliàries, 11 d'empreses de serveis, 16 d'entitats de l'administració pública i 16 d'empreses classificades com a «altres activitats de serveis».
Dels 47 establiments de servei als particulars que hi havia el 2009, 1 era una oficina d'administració d'Hisenda pública, 1 gendarmeria, 1 oficina de correu, 3 oficines bancàries, 2 tallers de reparació d'automòbils i de material agrícola, 1 taller d'inspecció tècnica de vehicles, 1 autoescola, 1 paleta, 3 guixaires pintors, 8 fusteries, 4 lampisteries, 1 empresa de construcció, 6 perruqueries, 4 restaurants, 2 agències immobiliàries, 7 tintoreries i 1 saló de bellesa.
Dels 14 establiments comercials que hi havia el 2009, 2 eren supermercats, 1 un supermercat, 1 una gran superfície de material de bricolatge, 2 fleques, 3 carnisseries, 2 llibreries, 1 una llibreria i 2 floristeries.
L'any 2000 a Thiberville hi havia 19 explotacions agrícoles que ocupaven un total de 310 hectàrees.

## Equipaments sanitaris i escolars
Els 2 equipaments sanitaris que hi havia el 2009 eren farmàcies.
El 2009 hi havia 1 escola maternal i 2 escoles elementals. Thiberville disposava d'un col·legi d'educació secundària amb 308 alumnes.

## Poblacions més properes
El següent diagrama mostra les poblacions més properes.